# Instituts culturels de l'État

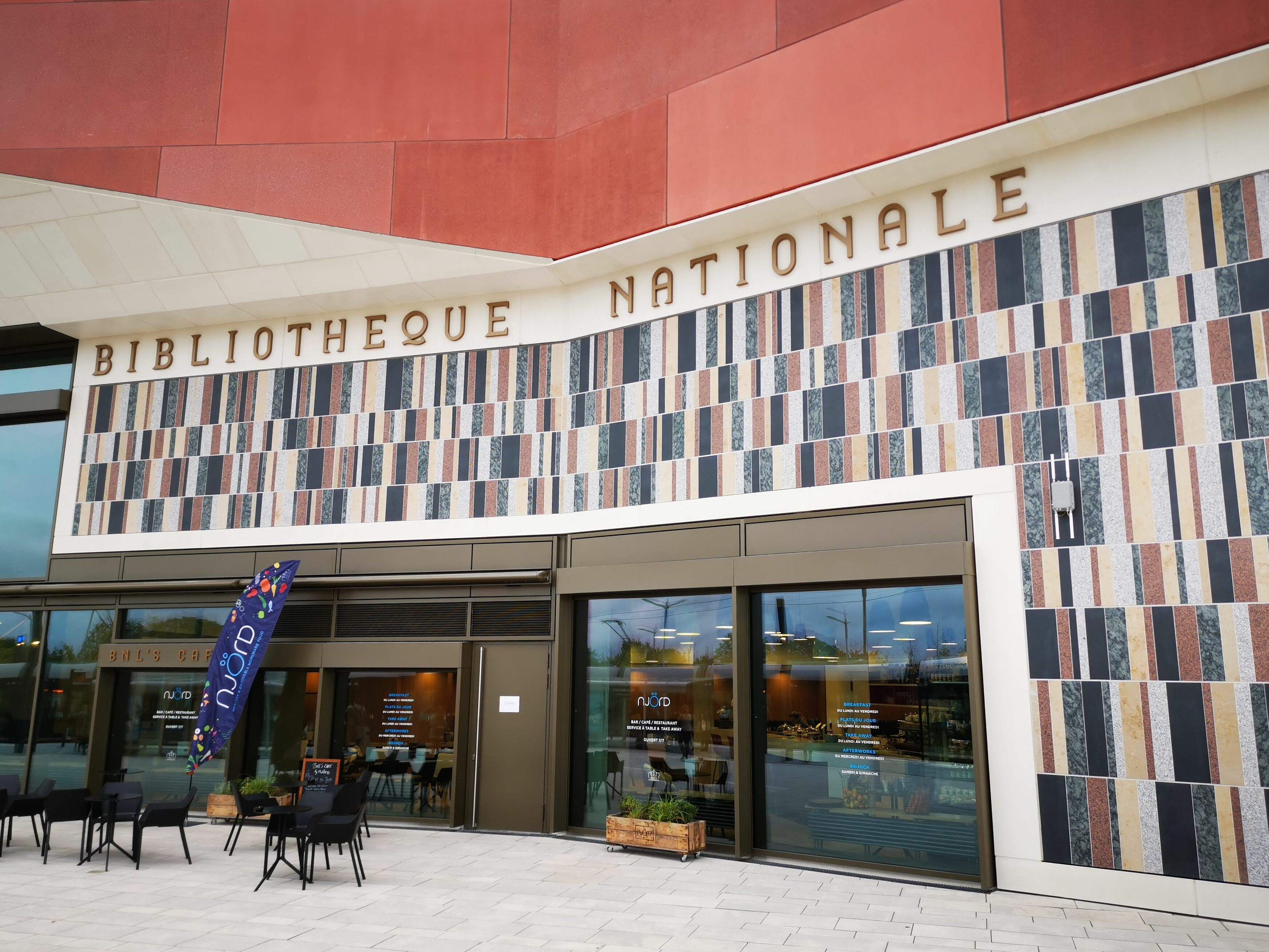
Nationale Bibliotheek van Luxemburg

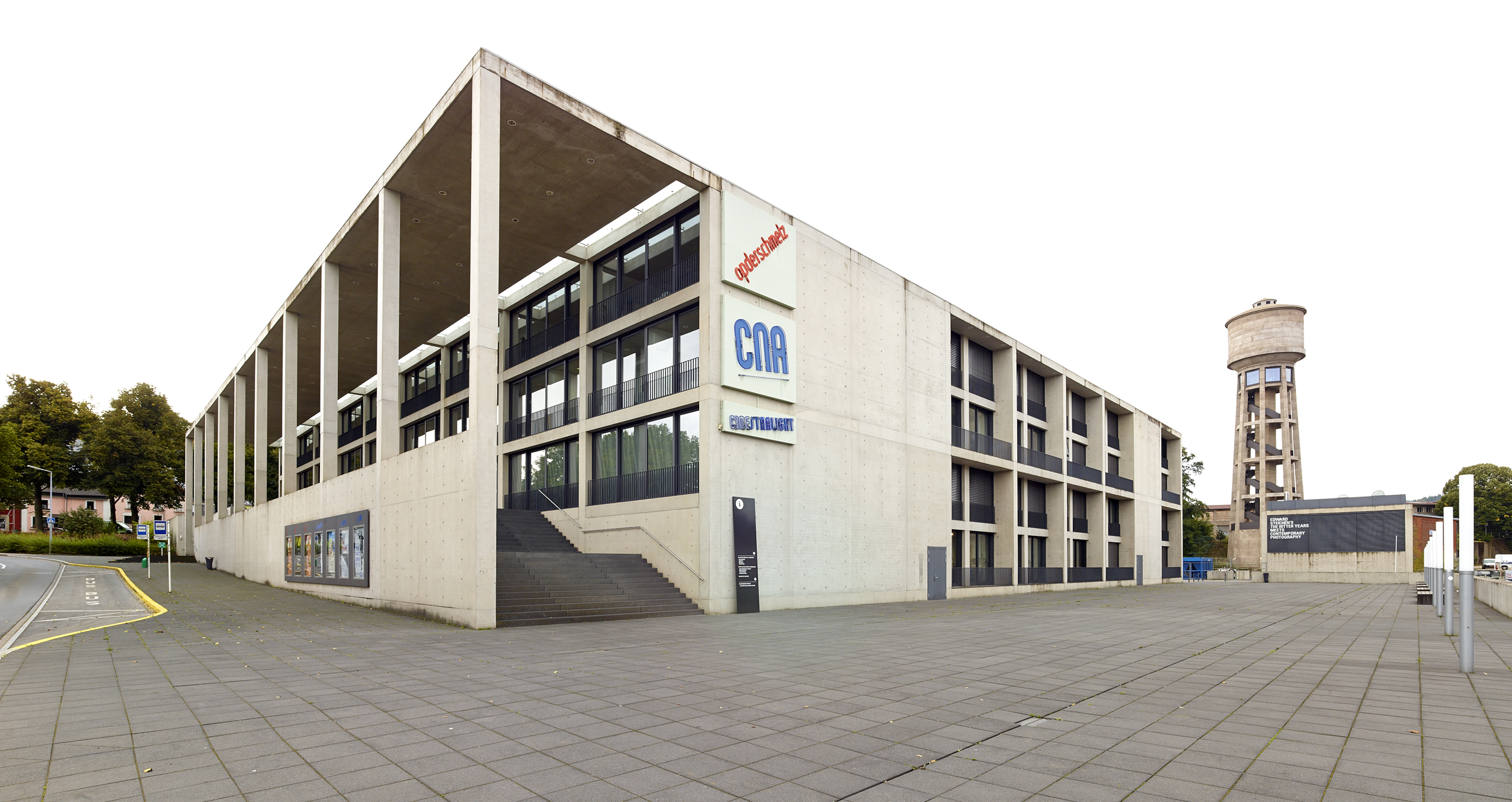
Centre national de l'audiovisuel

De Instituts culturels de l'État (Luxemburgs: Kulturinstituter vum Staat) bestaan uit een aantal Luxemburgse culturele overheidsinstellingen, die vallen onder het Ministerie van Cultuur.
Tot de instellingen behoren:
1. Archives nationales de Luxembourg (ANLux)
2. Bibliothèque nationale du Luxembourg (BNL)
3. Centre national de l'audiovisuel (CNA)
4. Centre national de littérature (CNL)
5. Institut national pour le patrimoine architectural (INPA)
6. Institut national de recherches archéologiques (INRA)
7. Musée national d'archéologie, d'histoire et d'art (MNAHA)
8. Musée national d'histoire naturelle (MNHN)

Algemene taken van elke instelling zijn onder andere het verzamelen, beschrijven en documenteren, wetenschappelijk bestuderen, verrijken en behouden van het cultureel erfgoed, het zoeken van samenwerking met gelijkwaardige instellingen op nationaal en internationaal niveau en het publiceren van wetenschappelijke en educatieve werken.